# Campeonato Europeu Júnior de Natação de 2017
O Campeonato Europeu Júnior de Natação de 2017 foi a 44ª edição do evento organizado pela Liga Europeia de Natação (LEN). A competição foi realizada entre os dias 28 de junho e 2 de julho de 2017 em Netanya em Israel. Teve como destaque a Rússia com 11 medalhas de ouro. 

## Medalhistas
Os resultados foram os seguintes. 

### Masculino
| Evento          | Ouro                                                                                | Ouro        | Prata                                                                        | Prata    | Bronze                                                                           | Bronze   |
| 50 m Livre      | Itália · Leonardo Deplano                                                           | 22.47       | Suécia · Björn Seeliger                                                      | 22.54    | França · Maxime Grousset                                                         | 22.59    |
| 100 m Livre     | Hungria · Nándor Németh                                                             | 48.82       | Moldávia · Alexei Sancov                                                     | 49.01    | Polónia · Jakub Kraska                                                           | 49.35    |
| 200 m Livre     | Moldávia · Alexei Sancov                                                            | 1:47.00 WJR | Hungria · Nándor Németh                                                      | 1:47.14  | Rússia · Ivan Girev                                                              | 1:48.13  |
| 400 m Livre     | Hungria · Ákos Kalmár                                                               | 3:50.10     | Rússia · Martin Malyutin                                                     | 3:51.50  | Hungria · Balázs Holló                                                           | 3:51.79  |
| 800 m Livre     | Rússia · Yaroslav Potapov                                                           | 7:55.95     | Hungria · Ákos Kalmár                                                        | 7:56.23  | Croácia · Marin Mogić                                                            | 8:01.49  |
| 1500 m Livre    | Rússia · Yaroslav Potapov                                                           | 15:07.86    | Hungria · Ákos Kalmár                                                        | 15:09.24 | Hungria · Dávid Lakatos                                                          | 15:14.28 |
| 50 m Costas     | Rússia · Kliment Kolesnikov                                                         | 25.15       | Irlanda · Conor Ferguson                                                     | 25.27    | Polónia · Kamil Kaźmierczak                                                      | 25.33    |
| 100 m Costas    | Polónia · Kacper Stokowski                                                          | 54.60       | Rússia · Kliment Kolesnikov                                                  | 54.69    | Suíça · Thierry Bollin                                                           | 54.92    |
| 200 m Costas    | Rússia · Kliment Kolesnikov                                                         | 1:57.73     | Roménia · Daniel Cristian Martin                                             | 1:58.72  | Rússia · Nikita Tretyakov                                                        | 1:59.20  |
| 50 m Peito      | Itália · Nicolò Martinenghi                                                         | 27.24       | Itália · Alessandro Pinzuti                                                  | 27.51    | Rússia · Evgenii Somov                                                           | 28.08    |
| 100 m Peito     | Itália · Nicolò Martinenghi                                                         | 59.23 WJR   | Rússia · Evgenii Somov                                                       | 1:01.09  | Itália · Alessandro Pinzuti                                                      | 1:01.28  |
| 200 m Peito     | Rússia · Evgenii Somov                                                              | 2:10.79     | Áustria · Valentin Bayer                                                     | 2:13.54  | Ucrânia · Mykyta Koptyelov                                                       | 2:13.78  |
| 50 m Borboleta  | Turquia · Ümitcan Güreş                                                             | 23.72       | Hungria · Kristóf Milák                                                      | 23.86    | França · Maxime Grousset                                                         | 23.88    |
| 100 m Borboleta | Rússia · Egor Kuimov                                                                | 51.35       | Hungria · Kristóf Milák                                                      | 51.49    | Estónia · Kregor Zirk                                                            | 52.98    |
| 200 m Borboleta | Hungria · Kristóf Milák                                                             | 1:53.79 WJR | Itália · Federico Burdisso                                                   | 1:57.83  | Ucrânia · Denys Kesil                                                            | 1:58.19  |
| 200 m Medley    | Reino Unido · Thomas Dean                                                           | 2:01.02     | Hungria · Márton Barta                                                       | 2:01.82  | Reino Unido · James McFadzen                                                     | 2:02.67  |
| 400 m Medley    | Hungria · Balazs Hollo                                                              | 4:19.55     | Reino Unido · Thomas Dean                                                    | 4:20.20  | Polónia · Marcel Wągrowski                                                       | 4:21.63  |
| 4x100 m Livre   | Polónia · Karol Ostrowski · Bartosz Piszczorowicz · Kacper Stokowski · Jakub Kraska | 3:17.11     | Hungria · Nandor Nemeth · Richárd Márton · Marton Barta · Kristóf Milák      | 3:17.60  | Rússia · Kliment Kolesnikov · Vladimir Dubinin · Ivan Girev · Gleb Karasev       | 3:17.99  |
| 4x200 m Livre   | Hungria · Kristóf Milák · Nandor Nemeth · Richárd Márton · Balazs Hollo             | 7:15.46     | Rússia · Martin Malyutin · Petr Zhikharev · Mikhail Bocharnikov · Ivan Girev | 7:15.58  | Israel · Tomer Frankel · Itay Karmi · Denis Loktev · Alon Shami                  | 7:19.57  |
| 4x100 m Medley  | Itália · Thomas Ceccon · Nicolò Martinenghi · Federico Burdisso · Davide Nadini     | 3:35.24 WJR | Rússia · Kliment Kolesnikov · Evgenii Somov · Egor Kuimov · Ivan Girev       | 3:35.44  | Polónia · Kamil Kazmierczak · Rafal Kusto · Jakub Kraska · Bartosz Piszczorowicz | 3:38.77  |

### Feminino
| Evento          | Ouro                                                                                     | Ouro     | Prata                                                                                 | Prata    | Bronze                                                                                            | Bronze   |
| 50 m Livre      | Chéquia · Barbora Seemanová                                                              | 25.06    | Dinamarca · Julie Jensen                                                              | 25.22    | Eslovênia · Neza Klancar                                                                          | 25.35    |
| 100 m Livre     | Países Baixos · Marrit Steenbergen                                                       | 54.13    | Chéquia · Barbora Seemanová                                                           | 54.62    | Rússia · Vasilissa Buinaia                                                                        | 55.58    |
| 200 m Livre     | Hungria · Ajna Késely                                                                    | 1:57.85  | Bélgica · Valentine Dumont                                                            | 1:58.69  | Chéquia · Barbora Seemanová                                                                       | 1:59.32  |
| 400 m Livre     | Hungria · Ajna Késely                                                                    | 4:08.25  | Espanha · Beatriz Agueda                                                              | 4:10.13  | Eslovênia · Katja Fain                                                                            | 4:11.36  |
| 800 m Livre     | Hungria · Ajna Késely                                                                    | 8:31.81  | Espanha · Beatriz Agueda                                                              | 8:35.18  | Rússia · Anastasiia Kirpichnikova                                                                 | 8:36.79  |
| 1500 m Livre    | Hungria · Ajna Késely                                                                    | 16:11.25 | Espanha · Beatriz Agueda                                                              | 16:29.21 | Itália · Giulia Salin                                                                             | 16:32.65 |
| 50 m Costas     | Rússia · Daria Vaskina                                                                   | 28.39    | Rússia · Polina Egorova                                                               | 28.50    | Itália · Tania Quaglieri                                                                          | 28.62    |
| 100 m Costas    | Rússia · Polina Egorova                                                                  | 59.62    | Rússia · Daria Vaskina                                                                | 1:00.90  | Moldávia · Tatiana Salcutan                                                                       | 1:01.55  |
| 200 m Costas    | Rússia · Polina Egorova                                                                  | 2:08.97  | Rússia · Anastasia Avdeeva                                                            | 2:09.91  | Moldávia · Tatiana Salcutan                                                                       | 2:10.12  |
| 50 m Peito      | Irlanda · Mona McSharry                                                                  | 31.38    | Polónia · Weronika Hallmann                                                           | 31.55    | Eslovênia · Tina Celik                                                                            | 31.57    |
| 100 m Peito     | Irlanda · Mona McSharry                                                                  | 1:07.61  | Países Baixos · Tes Schouten                                                          | 1:09.03  | Suécia · Hannah Brunzell                                                                          | 1:09.59  |
| 200 m Peito     | Reino Unido · Layla Black                                                                | 2:27.31  | Irlanda · Mona McSharry                                                               | 2:27.44  | Suécia · Hannah Brunzell                                                                          | 2:29.36  |
| 50 m Borboleta  | Bielorrússia · Anastasiya Shkurdai                                                       | 26.53    | Rússia · Polina Egorova                                                               | 26.62    | Suécia · Sara Junevik                                                                             | 26.69    |
| 100 m Borboleta | Dinamarca · Katrine Villesen                                                             | 59.43    | Rússia · Polina Egorova                                                               | 59.59    | Suécia · Hanna Rosvall                                                                            | 59.95    |
| 200 m Borboleta | Dinamarca · Katrine Villesen                                                             | 2:09.41  | Reino Unido · Ciara Schlosshan                                                        | 2:10.48  | Bélgica · Valentine Dumont                                                                        | 2:11.17  |
| 200 m Medley    | Países Baixos · Marrit Steenbergen                                                       | 2:13.69  | Sérvia · Anja Crevar                                                                  | 2:14.13  | Reino Unido · Alicia Wilson                                                                       | 2:14.60  |
| 400 m Medley    | Predefinição:GRB Anja Crevar                                                             | 4:41.17  | Itália · Anna Pirovano                                                                | 4:43.20  | França · Cyrielle Duhamel                                                                         | 4:43.63  |
| 4x100 m Livre   | Rússia · Katarina Milutinovich · Polina Osipenko · Irina Krivonogova · Vasilissa Buinaia | 3:42.22  | Países Baixos · Laura van Engelen · Imani de Jong · Yaelle Lucht · Marrit Steenbergen | 3:43.53  | Bélgica · Valentine Dumont · Juliette Dumont · Anke Geeroms · Lotte Goris                         | 3:44.29  |
| 4x200 m Livre   | Hungria · Fanni Gyurinovics · Janka Juhasz · Petra Barocsai · Ajna Késely                | 7:58.99  | Bélgica · Valentine Dumont · Juliette Dumont · Camille Bouden · Lotte Goris           | 8:02.67  | Rússia · Irina Krivonogova · Katarina Milutinovich · Vasilissa Buinaia · Anastasiia Kirpichnikova | 8:03.66  |
| 4x100 m Medley  | Rússia · Daria Vaskina · Alena Chekhovskikh · Polina Egorova · Vasilissa Buinaia         | 4:04.76  | Hungria · Dorottya Dobos · Reka Vecsei · Petra Barocsai · Fanni Gyurinovics           | 4:07.90  | Polónia · Julia Koluch · Weronika Hallmann · Katarzyna Kolodziej · Aleksandra Polanska            | 4:08.74  |

### Misto
| Evento         | Ouro                                                                                         | Ouro    | Prata                                                                                | Prata   | Bronze                                                                                      | Bronze  |
| 4x100 m Livre  | Hungria · Kristóf Milák · Nandor Nemeth · Fanni Gyurinovics · Ajna Késely                    | 3:28.50 | Rússia · Kliment Kolesnikov · Vladimir Dubinin · Polina Osipenko · Vasilissa Buinaia | 3:30.67 | Polónia · Bartosz Piszczorowicz · Kornelia Fiedkiewicz · Aleksandra Polanska · Jakub Kraska | 3:30.76 |
| 4x100 m Medley | Itália · Tania Quaglieri · Nicolò Martinenghi · Alberto Razzetti · Maria Ginevra Masciopinto | 3:50.99 | Rússia · Kliment Kolesnikov · Evgenii Somov · Polina Osipenko · Vasilissa Buinaia    | 3:51.84 | Reino Unido · Lily Boseley · Oliver Crosby · Ciara Schlosshan · Scott McLay                 | 3:54.24 |

## Quadro de medalhas
O quadro de medalhas foi publicado. 
| Ordem | País          | Medalha de ouro | Medalha de prata | Medalha de bronze | Total |
| ----- | ------------- | --------------- | ---------------- | ----------------- | ----- |
| 1     | Rússia        | 11              | 12               | 7                 | 30    |
| 2     | Hungria       | 11              | 8                | 2                 | 21    |
| 3     | Itália        | 5               | 3                | 3                 | 11    |
| 4     | Reino Unido   | 2               | 2                | 3                 | 7     |
| 5     | Países Baixos | 2               | 2                | 0                 | 4     |
| 5     | Irlanda       | 2               | 2                | 0                 | 4     |
| 7     | Polónia       | 2               | 1                | 6                 | 9     |
| 8     | Dinamarca     | 2               | 1                | 0                 | 3     |
| 9     | Moldávia      | 1               | 1                | 2                 | 4     |
| 10    | Chéquia       | 1               | 1                | 1                 | 3     |
| 11    | Sérvia        | 1               | 1                | 0                 | 2     |
| 12    | Bielorrússia  | 1               | 0                | 0                 | 1     |
| 12    | Turquia       | 1               | 0                | 0                 | 1     |
| 14    | Espanha       | 0               | 3                | 0                 | 3     |
| 15    | Bélgica       | 0               | 2                | 2                 | 4     |
| 16    | Suécia        | 0               | 1                | 4                 | 5     |
| 17    | Roménia       | 0               | 1                | 0                 | 1     |
| 17    | Áustria       | 0               | 1                | 0                 | 1     |
| 19    | França        | 0               | 0                | 3                 | 3     |
| 19    | Eslovênia     | 0               | 0                | 3                 | 3     |
| 21    | Ucrânia       | 0               | 0                | 2                 | 2     |
| 22    | Estónia       | 0               | 0                | 1                 | 1     |
| 22    | Israel        | 0               | 0                | 1                 | 1     |
| 22    | Suíça         | 0               | 0                | 1                 | 1     |
| 22    | Croácia       | 0               | 0                | 1                 | 1     |
| Total | Total         | 42              | 42               | 42                | 126   |

Legenda
| Recorde mundial       | Recorde mundial (World record)               |                       | Recorde africano                      | Recorde africano (African) |                                           | Q | Classificado por posição (Qualified) |
| Recorde do campeonato | Recorde do campeonato (Championship record)  | Recorde da América    | Recorde da América (Americas)         | q                          | Classificado por melhor tempo (Qualified) |   |                                      |
| Melhor marca do ano   | Melhor marca do ano (World leading)          | Recorde asiático      | Recorde asiático (Asian)              | DNS                        | Não largou (Did not start)                |   |                                      |
| Recorde nacional      | Recorde nacional (National record)           | Recorde europeu       | Recorde europeu (European)            | DNF                        | Não terminou (Did not finish)             |   |                                      |
| Recorde pessoal       | Recorde pessoal do atleta (Personal best)    | Recorde da Oceania    | Recorde da Oceania (Oceania)          | DSQ / DQ                   | Desclassificado (Disqualified)            |   |                                      |
| Recorde da temporada  | Recorde da temporada do atleta (Season best) | Recorde sul-americano | Recorde sul-americano (South America) | NM                         | Sem marca (No mark)                       |   |                                      |